# 季米里亚泽夫区
季米里亚泽夫区（俄語：Тимирязевский район）是莫斯科北行政区的一区，面积10.43平方公里，人口82,744人。莫斯科地铁的季米里亚泽夫站、彼得罗夫-拉祖莫夫站、柳布利诺-德米特罗夫线环形线站和中央环线环形线站及 МДЦ 的季米里亚泽夫站、环形线站、民用站、德米特罗夫站和彼德罗夫斯科-拉祖莫夫斯科耶站位于此区。它的边界沿大学院路、十月线、莫斯科铁路小环线、莫斯科铁路萨维奥洛沃方向、莫斯科铁路里加方向和俄罗斯国立农业大学К·А·季米里亚泽夫农学院公园延伸。